# سد رانتمب
سد رانتمب (به لاتین: Rantembe Dam) یک سد و نیروگاه برقابی در سری‌لانکا است که در Rantembe, Central Province (Sri Lanka) واقع شده‌است.